# The Best of Bruce Dickinson
The Best of Bruce Dickinson är en samlingsskiva med Bruce Dickinsons bästa låtar och släpptes 2002.
Cd1 består av låtar från hans tidigare soloalbum. Cd2 innehåller mer sällsynta låtar, många från b-sidan av singlar.

## Låtlista

### Skiva ett
1. "Broken" (Dickinson, Z) – 4:00
2. "Tattooed Millionaire" (Dickinson, Gers) – 4:25
3. "Laughing in the Hiding Bush" [live] (Dickinson, Dickson, Z) – 4:09
4. "Tears of the Dragon" (Dickinson) – 6:19
5. "The Tower" (Dickinson, Z) – 4:43
6. "Born in 58" (Dickinson, Gers) – 3:36
7. "Accident of Birth" (Dickinson, Z) – 4:28
8. "Silver Wings" (Dickinson, Z) – 4:16
9. "Darkside of Aquarius" (Dickinson, Z) – 6:50
10. "Chemical Wedding" (Dickinson, Z) – 4:05
11. "Back from the Edge" (Dickinson, Dickson) – 4:16
12. "Road to Hell" (Dickinson, Smith) – 3:58
13. "Book of Thel" [live] (Casillas, Dickinson, Z) – 8:27

### Skiva två
1. "Bring Your Daughter... To the Slaughter (Original Soundtrack Version)" (Dickinson) – 5:00
2. "Darkness Be My Friend" (Dickinson) – 2:00
3. "Wicker Man (recorded 97)" (Dickinson, Z) – 4:40
4. "Real World" (Dickinson, Z) – 3:55
5. "Acoustic Song" (Dickinson, Z) – 4:23
6. "No Way Out... Continued" (Baker, Crichton, Dickinson) – 5:18
7. "Midnight Jam" (Dickinson, Smith, Z) – 5:11
8. "Man of Sorrows" (Dickinson) – 5:15
9. "Ballad of Mutt" (Dickinson, Gers) – 3:33
10. "Re-Entry" (Dickinson, Dickson) – 4:03
11. "I'm in a Band With an Italian Drummer" (Dale) – 3:52
12. "Jerusalem" [live] (Dickinson, Z) – 6:43
13. "The Voice of Crube" – 13:45
14. "Dracula" (D.Siviter, A.Siviter) – 3:45